# Crows Nest National Park
Crows Nest National Park är en park i Australien. Den ligger i delstaten Queensland, omkring 94 kilometer väster om delstatshuvudstaden Brisbane.
Runt Crows Nest National Park är det mycket glesbefolkat, med 6 invånare per kvadratkilometer..
I omgivningarna runt Crows Nest National Park växer i huvudsak städsegrön lövskog. Genomsnittlig årsnederbörd är 1 106 millimeter. Den regnigaste månaden är januari, med i genomsnitt 235 mm nederbörd, och den torraste är september, med 31 mm nederbörd.